# Międzynarodowe Centrum Rozstrzygania Sporów Inwestycyjnych
     ICSID obowiązuje
     Ratyfikacja w toku
     Byli członkowie, wycofani
     Państwa niebędące członkami

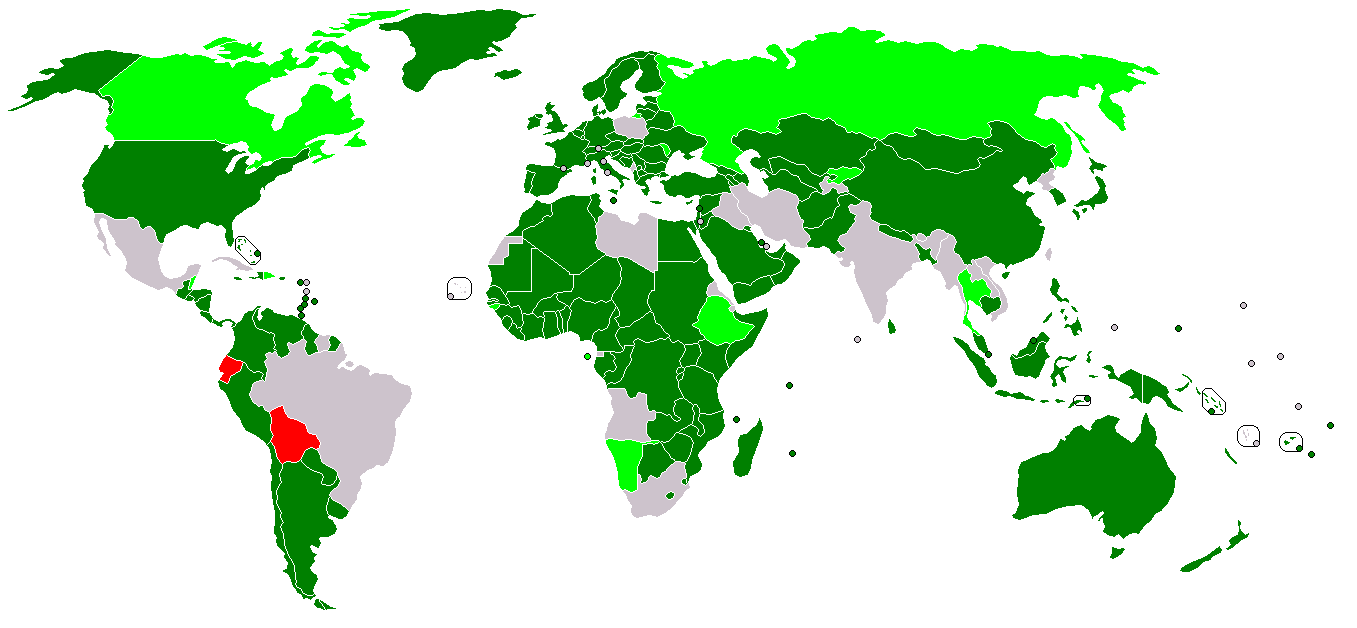
ICSID obowiązuje
Ratyfikacja w toku
Byli członkowie, wycofani
Państwa niebędące członkami

Międzynarodowe Centrum Rozstrzygania Sporów Inwestycyjnych (ang.: International Centre for Settlement of Investment Disputes, ICSID) jest członkiem Grupy Banku Światowego oraz jednym z podmiotów międzynarodowej polityki gospodarczej. Organizacja została utworzona w roku 1966. W jej skład wchodzi 144 członków. Jest to niezależna międzynarodowa instytucja stworzona w celu prowadzenia negocjacji i dyskusji między inwestorami a importerami kapitału i rozstrzyganie sporów między nimi. Warunkiem członkostwa w ICSID jest przynależność do Banku Światowego.

## Zadania
- rozstrzyganie sporów między inwestorami a krajami, w których inwestycje są realizowane, poprzez arbitraż i postępowanie ugodowe (ICSID nie przeprowadza postępowań arbitrażowych i pojednawczych jako takich, lecz oferuje proceduralne i instytucjonalne wsparcie dla trybunałów i komisji ustanowionych przez strony)
- zarządzanie postępowaniami między rezydentami a cudzoziemcami poprzez zawieranie ugód między stronami, postępowanie ugodowe i ustalanie stanu faktycznego
- prowadzenie badań
- świadczenie usług doradczych

Organizacja ta wydaje różnego typu publikacje, które są cenione jako źródło międzynarodowego prawa inwestycyjnego.